# Владимир Георгієв (шахіст)
Владимир Георгієв (болг. Владимир Георгиев; нар. 27 серпня 1975 року в Софії) — болгарський шахіст, гравець збірної Македонії від 2002 року, гросмейстер від 2000 року.

## Шахова кар'єра
Першого міжнародного успіху досягнув на регулярному турнірі серед юніорів у Галльсбергу, на перетині 1991 і 1992 років, посівши 2-ге місце (позаду Андрія Щекачова, а в 1992/93 роках поділивши 2-ге місце (позаду Олександра Оніщука, разом з Оганесом Даніеляном). До числа провідних Болгарських шахістів увійшов у середині 1990-х років. У 1995 році виграв у Софії титул чемпіона Болгарії, тоді як 1996 року виступив у складі національної збірної на шаховій олімпіаді в Єревані, а в 1999 році — на командному чемпіонаті Європи в Батумі (де болгарські шахісти посіли 4-те місце). Починаючи з 2002 року належить до когорти провідних шахістів Македонії: у період 2002, 2004, 2006, 2008 і 2010 представляв цю країну на олімпійських іграх (2004 року здобувши срібну медаль в особистому заліку на 3-й шахівниці), а у 2003, 2005, 2007, 2009 і 2011 роках — на командних чемпіонатах Європи. У 2007 році виграв чемпіонат Македонії.
Неодноразово брав участь у міжнародних турнірах, досягнувши низки успіхів, зокрема, у таких містах, як:
- Балаге — двічі (1996, 2-ге місце (позаду Геннадія Тимошенка, а також 1997, посів 1-ше місце)[6],
- Барбер — двічі посів 1-ше місце (1999 i 2000),
- Порту (1999, посів 1-ше місце),
- Турин — двічі (2000, поділив 1-ше місце разом з Марком парагуа i Володимиром Єпішиним, а також 2002, поділив 1-ше місце разом з Миролюбом Лазичем),
- Салоу (2000, поділив 1-ше місце разом з Ігорем Міладиновичем)
- Гамбург (2000, поділив 1-ше місце разом з Доріаном Рогозенком, Іваном Фараго, Джонні Гектором, Василем Ємеліним i Зігурдсом Ланкою),
- Кутро — двічі (2001, поділив 1-ше місце разом з Борисом Чаталбашевим, а тако 2002, посів 2-ге місце позаду Олега Корнєєва),
- Реджо-Емілія (2001/02, поділив 1-ше місце разом з Александиром Делчевим, Мішо Цебало i Борисом Чаталбашевим),
- Бад-Верісгофен (2003, поділив 2-ге місце позаду Станіслава Савченка, разом з Алоїзасом Квейнісом, Аркадієм Ротштейном, Феліксом Левіним i Олегом Корнєєвим),
- Бельфор (2003, посів 2-ге місце позаду Ігоря Міладиновича),
- Любляна (2003, поділив 2-ге місце позаду Александира Делчева, разом із Сергієм Федорчуком, Іваном Фараго, Огнєном Йованичем, Драганом Шолаком, Геннадієм Тимошенком i Мілошом Павловичем),
- Сіджас (2003, поділив 1-ше місце разом з Хуаном Борхесом Матеосом i Сальвадором Алонсо),
- Кіш (2003, посів 2-ге місце позаду Ехсана Гаема Магамі),
- Вейк-ан-Зеє (2005, турнір Corus-C, посів 1-ше місце),
- Чикаго (2006, поділив 2-ге місце позаду Паскаля Шарбонно, разом з Ніколою Мітковим i Бенджаміном Файнголдом),
- Шамбург (2006, поділив 2-ге місце позаду Віталія Голода, разом з Дмитром Гуревичем i Еріком Ловсоном),
- Алахуела (2006, посів 1-ше місце),
- Вандевр-ле-Нансі (2006, поділив 2-ге місце позаду Петра Велички, разом з Томасом Генріксом i Торстеном Міхаелем Гаубом),
- Верона (2007, поділив 1-ше місце разом з Даніеле Дженоккіо),
- Нойгаузен — двічі (2007, поділив 1-ше місце разом з Юрієм Кузубовим, а також 2008, поділив 1-ше місце разом із, зокрема, Генріком Теске i Себастьяном Богнером),
- Бад-Верісгофен (2008, поділив 1-ше місце разом з Генріком Теске, Владиславом Боровиковим, Володимиром Бурмакіним, Юрієм Дроздовським i Едуардасом Розенталісом),
- Дірен (2011, поділив 1-ше місце разом з Юрієм Вовком i Максимом Туровим).

Найвищий рейтинг Ело в кар'єрі мав станом на 1 жовтня 2003 року, досягнувши 2596 очок займав 3-тє місце (позаду Кіріла Георгієва і Тоні Найдоського) серед македонських шахістів.

## Зміни рейтингу
| На цьому місці має відображатися графік чи діаграма, однак з технічних причин його відображення наразі вимкнено. Будь ласка, не видаляйте код, який викликає це повідомлення. Розробники вже працюють для того, щоби відновити штатне функціонування цього графіка або діаграми. | |
| | На цьому місці має відображатися графік чи діаграма, однак з технічних причин його відображення наразі вимкнено. Будь ласка, не видаляйте код, який викликає це повідомлення. Розробники вже працюють для того, щоби відновити штатне функціонування цього графіка або діаграми. |